# Иранский полугусеничный бронетранспортёр
Shahid Farsi, более известный просто как иранский полугусеничный бронетранспортёр — опытный плавающий бронетранспортёр с полугусеничным движителем, разработанный Ираном в конце 1980-х — начале 1990-х годов на базе оригинального шасси с использованием конструктивных и компоновочных решений чилийского полугусеничного бронетранспортёра BMS-1 и испытывавшийся в этот же период.
Практически вся информация по проекту до конца 2000-х засекречена, долгое время были известны лишь небольшое количество фотографий машины и оценка её динамических характеристик во время испытаний. На вооружение бронетранспортёр не принимался, был построен в единственном экземпляре.

## История создания
Информация о создании бронетранспортёра весьма скудна; известно, что он был создан в конце 1980-х годов с очень широким использованием конструктивных и компоновочных решений, применённых в опытном чилийском полугусеничном бронетранспортёре BMS-1 (в то время активно предлагавшегося на экспорт), но на базе оригинального иранского шасси и с использованием отдельных узлов и агрегатов БТР-60. Единственный опытный экземпляр испытывался по крайней мере до 1996 года — в это время были сделаны несколько сделанных во время ходовых испытаний фотографий машины, попавшие к западным экспертам и до последнего времени являвшихся единственными известными её изображениями. Машина так и осталась построенной в одном экземпляре и никогда не принималась на вооружение.

## Описание конструкции
Машина имеет вагонную переднемоторную, заднеприводную или полноприводную автомобильную компоновку; моторное отделение располагается в носовой части корпуса справа, отделение управления с выступающей одноместной кабиной — слева от него, а полностью защищённое бронёй десантное отделение — в кормовой части. Для погрузки и высадки десанта имеются две двери по обоим бортам корпуса позади передних колёс, а также две двери в кормовой части корпуса. На крыше машины имеются два или три прямоугольных люка. В передней части крыши также находится устройство, предположительно являющееся ещё одним люком либо воздухозаборником двигателя. Вдоль всего правого борта корпуса проходит выхлопная труба силовой установки.

### Броневой корпус
Броневой корпус машины — сварной, за исключением расположенных под значительными углами лобовых листов имеющий коробчатую форму.

### Вооружение
Бронетранспортёр не имеет собственного вооружения, однако десант имеет возможность вести огонь через восемь (по одной в каждой двери и по две в бортах десантного отделения) закрываемых броневыми щитками круглых амбразур.

### Средства наблюдения и связи
Механик-водитель осуществляет наблюдение через три крупных защищённых триплексами окна в лобовой и боковой частях кабины.

### Ходовая часть

Опытный образец иранского полугусеничного бронетранспортёра во время испытаний. Хорошо видны водомётный движитель и конструкция гусеничного движителя

Ходовая часть машины — полугусеничная, движитель состоит из двух передних поворотных колёс и расположенного сзади гусеничным движителем оригинальной конструкции. Информации о том, являются ли передние колёса ведущими, нет.
Гусеничный движитель, применительно к одному борту, состоит из переднего ведущего колеса, заднего направляющего колеса, трёх обрезиненных опорных катков и двух поддерживающих роликов. Траки гусениц для лучшего сцепления с мягким грунтом оснащены грунтозацепами.
Для передвижения по воде используется одиночный водомётный движитель, аналогичный используемому на советском БТР-60.

## Интересные факты
На текущий момент данный бронетранспортёр является последним в мире воплощённым в металле проектом боевой бронированной машины с полугусеничным движителем.

### Сноски
1. ↑  Согласно визуальным показателям фотографий машины